# 周谦
周谦（1972年4月—），男，中华人民共和国外交官，现任中华人民共和国驻格鲁吉亚特命全权大使。

## 生平
周谦曾任驻斯洛文尼亚大使馆政务参赞和驻斯洛伐克大使馆政务参赞。2018年，任外交部机关及驻外机构服务中心党委副书记。2022年5月，出任中华人民共和国驻格鲁吉亚大使。